# Pierre Richard
Pierre Richard (születési neve:  Pierre-Richard Maurice Charles Léopold Defays) (Valenciennes, 1934. augusztus 16. –) francia színművész, filmrendező és forgatókönyvíró.

## Élete és pályafutása
Felsőközéposztálybeli flamand származású családból való. Tanulmányait a szülővárosában található d'Art dramatique en Centre-ben végezte.
A La Bruyére Színházban, a L’Écluse, Galerie 55, Les Tête de l’Art, Bobino kabarékban játszott. 1967-től filmezett, 1970-től rendezett és írt forgatókönyveket. Yves Roberttől kapta első főszerepét az 1968-as A boldog Alexander című vígjátékban. Francis Veberrel való találkozása adta az ötletet, hogy komikus kettőst alakítson Gérard Depardieu-vel. Háromszor álltak együtt a kamerák elé: a Balfácán (1981), a Balekok (1983) és a Négybalkezes (1986) című filmekben.

## Magánélete
Hobbija a borászat, húszhektáros szőlőjében évente 80 ezer üveg bort állít elő, emellett egy párizsi étterem tulajdonosa. 
Két fia született, mindketten zenészek: Olivier szaxofonon, Christophe pedig nagybőgőn játszik.

## Filmográfia

### Film

#### Rendező, író és producer
| Év   | Magyar cím                        | Eredeti cím                      | Feladatkör | Feladatkör | Feladatkör | Megjegyzések                   |
| Év   | Magyar cím                        | Eredeti cím                      | Rendező    | Író        | Producer   | Megjegyzések                   |
| ---- | --------------------------------- | -------------------------------- | ---------- | ---------- | ---------- | ------------------------------ |
| 1970 | A szórakozott                     | Le Distrait                      | Igen       | Igen       | Nem        |                                |
| 1972 | Balszerencsés Alfréd              | Les malheurs d'Alfred            | Igen       | Igen       | Nem        |                                |
| 1973 | Kétbalkezes jóakaró               | Je sais rien, mais je dirai tout | Igen       | Igen       | Nem        |                                |
| 1974 | Ahová lépek, ott fű nem terem     | La moutarde me monte au nez      | Nem        | Igen       | Nem        |                                |
| 1976 | A játékszer                       | Le Jouet                         | Nem        | Nem        | Igen       | producerként nincs feltüntetve |
| 1978 | Félénk vagyok, de hódítani akarok | Je suis timide mais je me soigne | Igen       | Igen       | Nem        |                                |
| 1980 | Te vagy a hunyó!                  | C'est pas moi, c'est lui         | Igen       | Igen       | Nem        |                                |
| 1983 | A hívatlan vendég                 | Un chien dans un jeu de quilles  | Nem        | Nem        | Igen       |                                |
| 1983 | Balekok                           | Les Compères                     | Nem        | Nem        | Igen       | producerként nincs feltüntetve |
| 1987 |                                   | Parlez-moi du Che                | Igen       | Igen       | Nem        | dokumentumfilm                 |
| 1991 | Álmodozni mindig lehet            | On peut toujours rêver           | Igen       | Igen       | Nem        |                                |
| 1993 | Bolondok felvonulása              | La Cavale des fous               | Nem        | Igen       | Nem        |                                |
| 1997 | Fejjel a falnak                   | Droit dans le mur                | Igen       | Igen       | Nem        |                                |
| 2022 |                                   | SOS Siné Mensuel: Pierre Richard | Igen       | Nem        | Nem        | rövidfilm                      |

#### Színész
| Év   | Magyar cím                        | Eredeti cím                              | Szerep                  | Magyar hang            |
| ---- | --------------------------------- | ---------------------------------------- | ----------------------- | ---------------------- |
| 1958 |                                   | Montparnasse 19                          | statiszta               |                        |
| 1967 | Egy bolond Párizsban              | Un idiot à Paris                         | rendőr                  |                        |
| 1968 | A boldog Alexandre                | Alexandre le Bienheureux                 | Colibert                |                        |
| 1968 |                                   | La Prisonnière                           | statiszta               |                        |
| 1969 |                                   | Trois Hommes sur un cheval               | festő                   |                        |
| 1970 | A szórakozott                     | Le Distrait                              | Pierre Malaquet         | Tahi Tóth László       |
| 1971 | Kakaskodó kakasfogó               | La Coqueluche                            | Pierre                  | Varga T. József        |
| 1972 | Balszerencsés Alfréd              | Les malheurs d'Alfred                    | Alfred Dhumonttyé       | Tordy Géza             |
| 1972 | Balszerencsés Alfréd              | Les malheurs d'Alfred                    | Alfred Dhumonttyé       | Galbenisz Tomasz       |
| 1972 | Magas szőke férfi felemás cipőben | Le Grand Blond avec une chaussure noire  | François Perrin         | Tahi Tóth László       |
| 1973 |                                   | La Raison du plus fou                    | tanuló                  |                        |
| 1973 | Kétbalkezes jóakaró               | Je sais rien, mais je dirai tout         | Pierre Gastié-Leroy     | Csankó Zoltán          |
| 1974 | Juliette és Juliette              | Juliette and Juliette                    | Bob Rozenec             | Csankó Zoltán          |
| 1974 |                                   | Un nuage entre les dents                 | Prévot                  |                        |
| 1974 | Ahová lépek, ott fű nem terem     | La moutarde me monte au nez              | Pierre Durois           | Tahi Tóth László       |
| 1974 | A magas szőke férfi visszatér     | Le Retour du Grand Blond                 | François Perrin         | Tahi Tóth László       |
| 1975 |                                   | Trop c'est trop                          | rendőr                  |                        |
| 1975 | A hajsza                          | La Course à l'échalote                   | Pierre Vidal            | Fesztbaum Béla         |
| 1976 | Mindent megmutatunk               | On aura tout vu                          | François Perrin         | Varga T. József        |
| 1976 | Mindent megmutatunk               | On aura tout vu                          | François Perrin         | Harsányi Gábor         |
| 1976 | A Teknős sziget hajótöröttjei     | Les naufragés de l'île de la Tortue      | Jean-Arthur Bonaventure | Galbenisz Tomasz       |
| 1976 | A játékszer                       | Le Jouet                                 | François Perrin         | Sinkovits-Vitay András |
| 1978 | Félénk vagyok, de hódítani akarok | Je suis timide mais je me soigne         | Pierre Renaud           | Tahi Tóth László       |
| 1978 | Olajralépés                       | La Carapate                              | Jean-Philippe Duroc     | Tahi Tóth László       |
| 1980 | Te vagy a hunyó!                  | C'est pas moi, c'est lui                 | Pierre Renaud           | Tahi Tóth László       |
| 1980 | Az esernyőtrükk                   | Le Coup du parapluie                     | Grégoire Lecomte        | Tahi Tóth László       |
| 1981 | Balfácán                          | La Chèvre                                | François Perrin         | Varga T. József        |
| 1983 | A hívatlan vendég                 | Un chien dans un jeu de quilles          | Pierre Cohen            | Schnell Ádám           |
| 1983 | Balekok                           | Les Compères                             | François Pignon         | Varga T. József        |
| 1984 | Az iker                           | Le Jumeau                                | Matthias Duval          | Tahi Tóth László       |
| 1985 |                                   | Tranches de vie                          | Dubois                  |                        |
| 1986 | Négybalkezes                      | Les Fugitifs                             | François Pignon         | Dózsa László           |
| 1986 | Négybalkezes                      | Les Fugitifs                             | François Pignon         | Tahi Tóth László       |
| 1988 | Szögevő                           | Mangeclous                               | Mangeclous              | Reviczky Gábor         |
| 1988 | A magas szőke + két szőke         | À gauche en sortant de l'ascenseur       | Yann Ducoudray          | Tahi Tóth László       |
| 1990 |                                   | Promotion canapé                         | informátor              |                        |
| 1990 | Üdvözlöm a fedélzeten             | Bienvenue à bord !                       | stoppos                 |                        |
| 1991 | Álmodozni mindig lehet            | On peut toujours rêver                   | Charles de Boisleve     | Székhelyi József       |
| 1992 |                                   | Vieille canaille                         | Charlie                 |                        |
| 1993 | Bolondok felvonulása              | La Cavale des fous                       | Bertrand Daumale        | Schnell Ádám           |
| 1994 | Sakkjátszma                       | La Partie d'échecs                       | Ambroise                | Tahi Tóth László       |
| 1995 |                                   | L'Amour conjugal                         | Squirrat                |                        |
| 1997 | A szerelmes szakács 1001 receptje | Shekvarebuli kulinaris ataserti retsepti | Pascal Ichak            | Tahi Tóth László       |
| 1997 | Fejjel a falnak                   | Droit dans le mur                        | Romain                  | Tahi Tóth László       |
| 2000 |                                   | 27 Missing Kisses                        | százados                |                        |
| 2003 |                                   | Mariées mais pas trop                    | Maurice Donnay          |                        |
| 2003 |                                   | Les Clefs de bagnole                     | önmaga                  |                        |
| 2004 |                                   | En attendant le déluge                   | Jean-René               |                        |
| 2005 | A kaktusz                         | Le Cactus                                | Christian               | Tahi Tóth László       |
| 2006 |                                   | Essaye-moi                               | Yves-Marie apja         |                        |
| 2006 | A kígyó                           | Le Serpent                               | Cendras                 | Izsóf Vilmos           |
| 2008 | Mia és Migoo                      | Mia et le Migou                          | Pedro (hangja)          |                        |
| 2008 | Külvárosi mulató                  | Faubourg 36                              | Monsieur TSF            |                        |
| 2008 | Guillaume király                  | King Guillaume                           | William-Fernand         |                        |
| 2009 |                                   | Le Bonheur de Pierre                     | Pierre Martin           |                        |
| 2009 | Victor                            | Victor                                   | Victor Corbin           | Tahi Tóth László       |
| 2009 |                                   | Cinéman                                  | önmaga (cameo)          |                        |
| 2011 | Együtt élhetnénk                  | Et si on vivait tous ensemble?           | Albert                  | Tahi Tóth László       |
| 2012 |                                   | Mes héros                                | Jean                    |                        |
| 2016 | Elveszve Párizsban                | Paris pieds nus                          | Norman                  | Beregi Péter           |
| 2017 | A magas ősz férfi társat keres    | Un profil pour deux                      | Pierre Stein            | Szacsvay László        |
| 2017 | A kis Spirou                      | Le petit Spirou                          | Nagypapi                | Varga T. József        |
| 2018 | Vissza a gyökerekhez              | La ch'tite famille                       | Jacques, Valentin apja  | Szacsvay László        |
| 2018 |                                   | Madame Mills, une voisine si parfaite    | Mrs. Mills / Léonard    |                        |
| 2018 |                                   | Les Vieux Fourneaux                      | Pierrot                 |                        |
| 2022 | Umami: A boldogság íze            | Umami                                    | Rufus                   |                        |
| 2022 |                                   | L'angelo dei muri                        | Pietro                  |                        |
| 2022 | Apró hősök – Kalandos vizeken     | Pattie et la colère de Poséidon          | Zeusz (hangja)          |                        |
| 2023 | Jeanne du Barry – A szerető       | Jeanne du Barry                          | Richelieu               |                        |
| 2023 |                                   | Dvě slova jako klíč                      | Michel                  |                        |

### Televízió
- Robinson Crusoe (2003) (TV film)

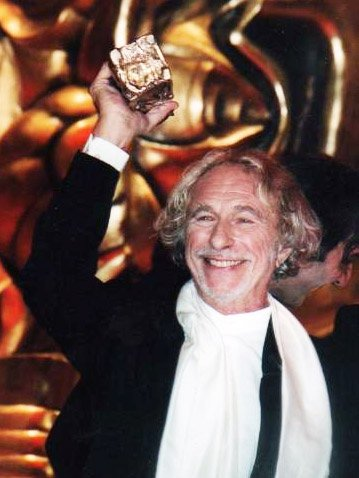
A César-díjjal (2006)

- Az ellopott gyermek (2000) (TV film)
- 27 csókom nyara (2000) (TV film)
- Öreg csibész (1992)
- Süketek párbeszéde (1985)
- Egy kutya a kuglipartiban (1983)
- Balfácán tévúton (1976)
- Nincs új a nap alatt (1976)
- Mindent megmutatunk (1976)
- Ami sok, az sok! (1975)
- Mindig a legőrültebbeknek van igaza (1973)
- A felkapott ember (1972)
- Fennakadva a fán (1970)
- Az utolsó szakasz - Poslední etapa (1962)